# Rolf Hochhuth
Rolf Hochhuth, né le 1er avril 1931 à Eschwege (Hesse, Allemagne) et mort le 13 mai 2020 à Berlin (Allemagne) , est un écrivain et dramaturge allemand. 
Son œuvre la plus connue est Le Vicaire (1963), dans laquelle il met en scène l’attitude du pape Pie XII face au nazisme et à la Shoah. Il est également l’auteur de romans, récits, nouvelles et plusieurs scénarios pour le cinéma et la télévision.

## Biographie

### Jeunesse
Comme tous les enfants à cette époque dans l'Allemagne nazie, Rolf  fut embrigadé dans les Jeunesses hitlériennes, mais il ne fit jamais de commentaires sur cette période.

### Le Vicaire
L'œuvre la plus connue de Rolf Hochhuth est sûrement Le Vicaire, une tragédie chrétienne. Cette pièce de théâtre dénonce l'attitude du pape Pie XII pendant la Seconde Guerre mondiale, présentée comme passive voire complice. Elle est centrée sur les efforts infructueux d'un jeune prêtre romain et de Kurt Gerstein (avec la figure historique duquel Hochhuth prend de nombreuses libertés),.
Cependant, plusieurs critiques ont vu dans la pièce une tentative de Rolf Hochhuth de transférer la culpabilité des crimes nazis de ses concitoyens à d'autres, comme le pape en premier lieu, mais aussi les puissances alliées qui ont préféré regarder ailleurs pendant que la Shoah se déroulait. L'hypothèse d'une pièce conçue par les soviétiques pour détruire la figure morale du pape a aussi été mise en lumière à l'appui des Archives du Vatican.
La première de la pièce a été donnée le 20 février 1963 à Berlin, dans une mise en scène d'Erwin Piscator. Elle sera ensuite traduite en plusieurs langues.
Le Vicaire a été adapté au cinéma par Costa-Gavras qui en fit le film Amen. en 2002.

### Soldats, Nécrologie de Genève

Production intitulée "Soldaten, Nekrolog auf Genf. Eine Tragödie" produite par Stadttheater de Berne (Suisse) en février 1968. Mise en scène Gert Westphal. Image de Fred Erismann. Archives conservées par la Fondation SAPA (1553-FO-743-1)

La création suivante de Rolf Hochhuth, Soldaten, Nekrolog auf Genf (1967) est une dénonciation de la responsabilité de Winston Churchill dans la mort durant la Seconde Guerre mondiale du Premier ministre polonais en exil, Władysław Sikorski, lors du crash de son avion en 1943, contredisant la version officielle de l'accident, et affirmant que le général Sikorski a été assassiné sur l'ordre de Churchill.
Le sujet de cette pièce a masqué l'enjeu principal du texte qui est une réflexion éthique sur les bombardements massifs de cibles civiles par la Royal Air Force pendant la Seconde Guerre mondiale et en particulier l'opération Gomorrhe en 1943, qui consista en des bombardements incendiaires dévastateurs sur Hambourg. Ce débat culmine avec le long dialogue entre Winston Churchill et le pacifiste George Bell, évêque de Chichester.  
Cette pièce s'inspire en partie du travail du britannique David Irving, qui a été considéré plus tard comme un négationniste. L'amitié liant depuis lors David Irving et Hochhuth remonte à cette époque. David Irving fut d'ailleurs le seul à donner une caution historique à la thèse d'Hochhuth, considérée par d'autres comme hautement improbable.
La première de la pièce en Grande-Bretagne, prévue en 1967 au National Theatre, a été annulée à la suite de l'intervention de la direction du théâtre, malgré le soutien de Laurence Olivier, de sa femme Joan Plowright et de Kenneth Tynan. Malgré ce déboire, la pièce a été jouée peu de temps après dans le West End avec la participation de John Colicos. La traduction anglaise était aussi de Robert David MacDonald. La pièce fut jouée en tournée dans les années 1990 et reçut un écho très positif de la critique lorsqu'elle fut à nouveau montée en 2004 à Londres.

### Un amour en Allemagneet l'affaire Filbinger
En 1978 paraît son roman Un amour en Allemagne, qui raconte l'histoire d'amour entre un prisonnier de guerre polonais et une femme allemande durant la Seconde Guerre mondiale.
L'ouvrage relança la polémique sur le rôle de l'homme politique allemand Hans Filbinger, qui dut démissionner de son poste ministre-président de Bade-Wurtemberg après les révélations faites sur son rôle, en tant que juriste puis juge dans la Kriegsmarine, dans une condamnation à mort prononcée à la toute fin de la Seconde Guerre mondiale.
Pour Un amour en Allemagne, Hochhuth reçut le prix frère et sœur Scholl en 1980. Ce roman est porté au cinéma en 1983 par Andrzej Wajda avec Hanna Schygulla et Daniel Olbrychski.

### Alan Turing
Sa pièce dramatique de 1987, Alan Turing, mettait en scène l'un des pères de l'informatique moderne, qui avait significativement contribué au cassage des codes secrets générés par la machine Enigma utilisée par les Allemands pendant la Deuxième Guerre mondiale. L'homosexualité de Turing était également mise en avant.

### La controverse McKinsey

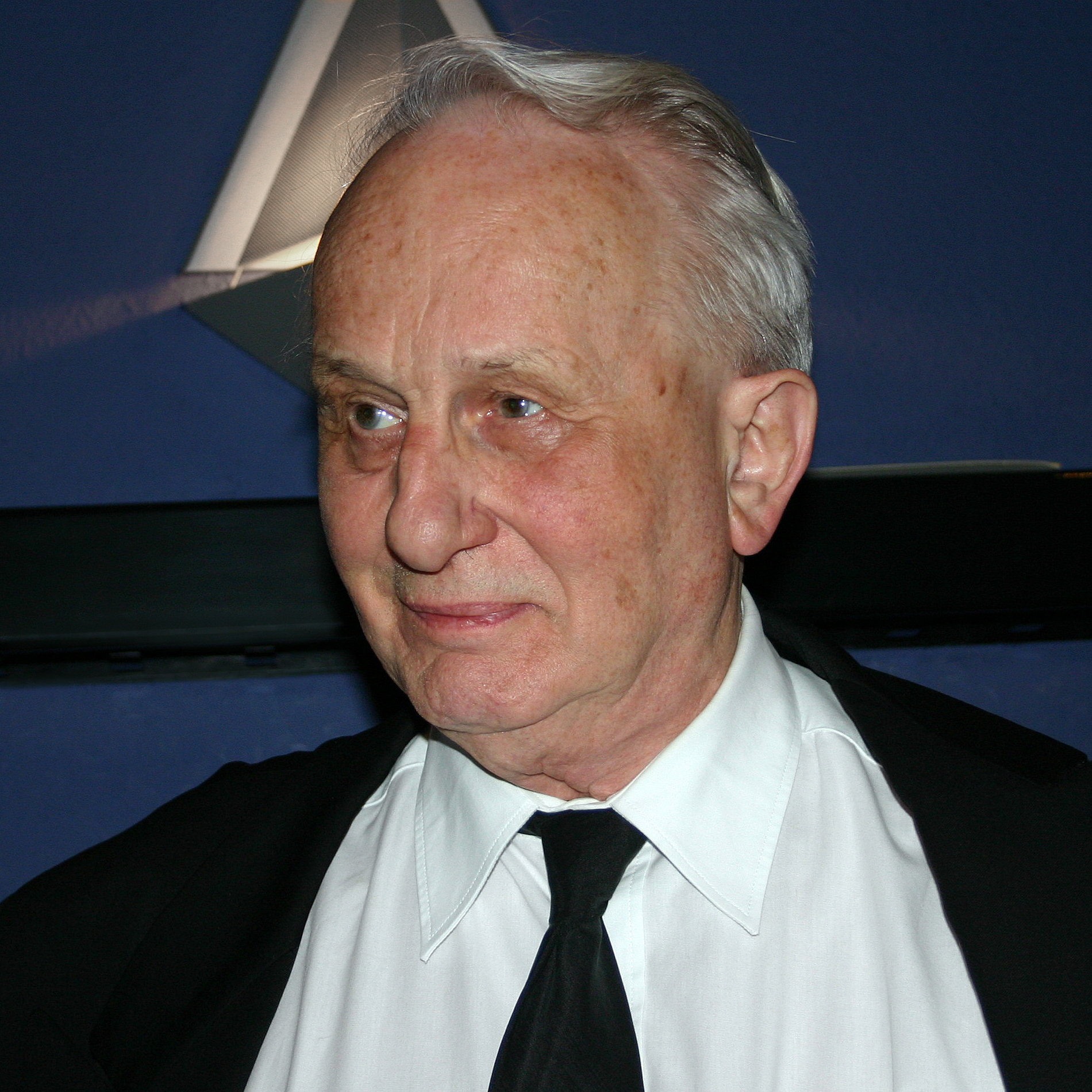
Rolf Hochhuth en 2005.

En 2004, Rolf Hochhuth fit de nouveau scandale avec sa nouvelle œuvre La Venue de McKinsey, qui traite de chômage, de justice sociale et d'un « droit au travail ».
On a surtout remarqué le passage dans lequel il compare le président de la Deutsche Bank aux hommes d'affaires qui avaient été assassinés par des terroristes d'extrême gauche et à Hermann Gessler, infâme bailli tué par Guillaume Tell ; ces lignes furent interprétées comme un plaidoyer pour le terrorisme ou du moins une excuse pour la violence contre des acteurs majeurs de l'économie, une interprétation vigoureusement démentie par Hochhuth.

### Négationnisme et Irving

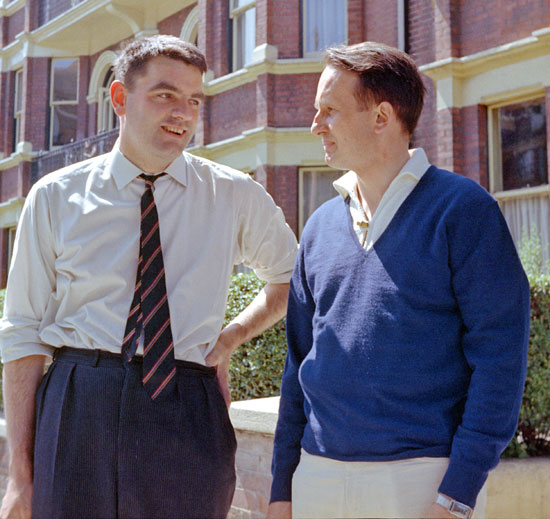
Rolf Hochhuth (à droite) et David Irving (condamné dans trois pays pour négationnisme) en 1966.

En mars 2005, Rolf Hochhuth est de nouveau impliqué dans un scandale, quand il défend David Irving lors d'un entretien dans l'hebdomadaire allemand d'extrême droite Junge Freiheit.
David Irving a été condamné pour négationnisme en Allemagne (1993), en Angleterre (2000) et en Autriche (2006), et l'Allemagne lui a interdit l'entrée sur son territoire pour la même raison.
Malgré cela, Rolf Hochhuth a donc déclaré dans Junge Freiheit que David Irving était un historien très sérieux et jugé que les accusations contre lui étaient « idiotes ». Confronté aux déclarations d'Irving, selon lesquelles « il y avait moins de personnes mortes pendant l'Holocauste que sur le siège arrière de la voiture d'Edward Kennedy » et « il n'y avait aucune chambre à gaz à Auschwitz », Hochhuth a considéré que tout cela était de l'humour noir, probablement en réponse à une provocation.
Le président du Conseil central juif d'Allemagne, Paul Spiegel, a considéré qu'avec de telles déclarations, Hochhuth se plaçait lui-même dans les rangs des négationnistes. Après des semaines de scandale, Hochhuth a finalement fait ses excuses ,.

## Œuvres
- 1963 - Le Vicaire (pièce de théâtre)
- 1964 - Die Berliner Antigone (nouvelle)
- 1967 - Soldaten, Nekrolog auf Genf  (au sujet des bombardements de l'Allemagne)
- 1970 - Guerillas
- 1971 - Die Hebamme (comédie)
- 1971 - Krieg und Klassenkrieg (étude)
- 1974 - Inselkomödie
- 1974 - Zwischenspiel in Baden-Baden
- 1976 - Tod eines Jägers (ISBN 3499250683)
- 1978 - Eine Liebe in Deutschland (ISBN 3-499-15090-5), Un amour en Allemagne (roman)
- 1979 - Juristen (sur l'influence socio-économique et politique des anciens nazis en Allemagne)
- 1980 - Ärztinnen (sur les tests de médicaments et la pratique de l'industrie pharmaceutique)
- 1982 - Räuber-Rede: drei deutsche Vorwürfe : Schiller, Lessing, Geschwister Scholl
- 1982 - Spitzen des Eisbergs : Betrachtungen, Dialoge, Essays, Skizzen
- 1984 - Judith (sur le réarmement chimique de l'armée américaine et la personne de Ronald Reagan)
- 1985 - Atlantik-Novelle: (Récits)
- 1987 - Täter und Denker : Profile und Probleme von Cäsar bis Jünger
- 1987 - War hier Europa? : Reden, Gedichte, Essays
- 1987 - Alan Turing: (Récit)
- 1988 - Jede Zeit baut Pyramiden: Erzählungen und Gedichte
- 1989 - Unbefleckte Empfängnis
- 1990 - Sommer 14
- 1991 - Menzel : Maler des Lichts
- 1991 - Panik im Mai: recueil de contes et récits
- 1991 - Von Syrakus aus gesehen, gedacht, erzählt
- 1992 - Tell gegen Hitler : historische Studien
- 1993 - Wessis in Weimar
- 1994 - Julia oder der Weg zur Macht: récit
- 1996 - Und Brecht sah das Tragische nicht : Plädoyers, Polemiken, Profile
- 1996 - Effis Nacht: monologue
- 1996 - Wellen : Artgenossen, Zeitgenossen, Hausgenossen
- 2000 - Hitlers Dr. Faust: tragédie
- 2000 - Das Recht auf Arbeit: drame
- 2001 - Anekdoten und Balladen
- 2001 - Einsprüche! : zur Geschichte, Politik und Literatur
- 2001 - Die Geburt der Tragödie aus dem Krieg : Frankfurter Poetik-Vorlesungen (lectures poétiques de Francfort)
- 2002 - Gasherd und Klistiere oder Die Urgroßmutter der Diätköchin (Nouvelles)
- 2003 - Nachtmusik
- 2004 - McKinsey kommt (sur l'« esprit du temps » qualifié de néolibéral)  (ISBN 3-423-13134-9)
- 2004 - Nietzsches Spazierstock
- 2005 - Familienbande
- 2005 - Livia und Julia (ISBN 3-784-42982-3)
- 2006 - Das Rolf Hochhuth Lesebuch.  (ISBN 978-3-423-13432-3)
- 2006 - Heil Hitler (tragicomédie)

## Distinctions
- Membre de l'Académie des arts de Berlin (1986)[12]

## Prix
- 1963 - Prix artistique berlinois
- 1976 - Prix artistique de la ville de Bâle
- 1980 - Prix littéraire de la ville de Munich et de l'Association des éditeurs bavarois
- 1980 - Prix frère et sœur Scholl[13]
- 1981 - Prix Lessing de la ville libre hanséatique de Hambourg
- 1990 - Prix Jacob Burckhardt de la fondation Goethe à Bâle
- 1991 - Prix littéraire Elisabeth Langgässer
- 2001 - Prix culturel de la langue allemande Jacob Grimm
- 2002 - Prix Cicéron de la rhétorique au service de la démocratie

### Filmographie
- 1968 : Élo Antigoné (TV)
- 1976 : Die Hebamme (TV)
- 1983 : Eine Liebe in Deutschland, Un amour en Allemagne
- 1984 : Ärztinnen
- 1998 : Effis Nacht (TV)
- 2002 : Amen. (de Costa Gavras, d'après Le Vicaire).